# بوليتيكا (إففويا)
بوليتيكا (Πολιτικά) هي قرية في بلدية ديرفيون-ميسابيا في محافظة إفيا. يقع على بعد 24 كم من خالكيذا وتضم شاطئًا.  بلغ عدد سكان القرية 1,378 نسمة وفقا لتعداد عام 2011. وهي مبنية على ارتفاع 50 م.  يوجد بها مكتب طبيب ريفي وهناك مأوى لصيد الأسماك على شاطئ بوليتيكون. 

## البيانات التاريخية
تم العثور على آثار في كهف قريب تعود إلى العصر الحجري الحديث، والذي يتوافق مع الألفية السادسة قبل الميلاد. عٌثر داخل الكهف على هيكل عظمي به عظام مهترئة وبجانبه سفينتان ومحارات بفتحات يمر خلالها حبل لتشكل قلادة. تم تفسير الاكتشاف على أنه دفن. 
تقع مدينة إيجيس القديمة في منطقة القرية، وتحديداً في منطقة كفكالا، وكانت مركز عبادة بوسيدون. وفقًا للتقاليد، تم إنشاء القرية خلال العهد البيزنطي من قبل سكان غلطة في اسطنبول الحديثة، ولهذا سميت بهذا الاسم.  تم بناء برج محصن في وسط القرية خلال حكم الفرنجة في القرن الثالث عشر. ظهرت القرية في سجلات الضرائب العثمانية لعام 1474 باسم بوليتيكا. طبقاً للسجل، كان بها 33 منزلاً وكانت تنتج النبيذ. 
في عام 1835 تم ضم بوليتيكا إلى بلدية ميسابيا. أصبحت تابعة لبلدية خالكيذا من 1841 إلى 1866 عندما ألغيت بلدية ميسابيا ثم إعادتها في ذلك العام. تم إنشاء كومونة مع إلغاء البلديات في عام 1912. تم ضمها إلى بلدية ميسابيا ضمن خطة كابوديسترياس ثم بلدية ديرفيون-ميسابيا ضمن برنامج كاليكراتيس.

## التعداد السكانية
مسار السكان حسب التعدادات:
| التعداد | 1928  | 1940  | 1951  | 1961  | 1971  | 1981  | 1991  | 2001  | 2011  |
| ------- | ----- | ----- | ----- | ----- | ----- | ----- | ----- | ----- | ----- |
| السكان  | 1.066 | 1.295 | 1.240 | 1.184 | 1.106 | 1.151 | 1.075 | 1.366 | 1.378 |

## مجالات الاهتمام
تحتفظ القرية بطابعها التقليدي. يوجد في الساحة الرئيسية مقاهي وأشجار مستوية.  يوجد برج الفرنجة بالقرب من وسط القرية وبجانب كنيسة التجلي. يعود تاريخ بنائه إلى القرن الثالث عشر، على عكس معظم الأبراج الأخرى في إيفيا التي بنتها البندقية في أواخر القرن الرابع عشر وأوائل القرن الخامس عشر.  يتكون البرج من أربعة طوابق مع مدخل في الطابق الثاني. كان الوصول عن طريق مصعد يمكن إزالته بسهولة في حالة الخطر.  تم ترميم البرج في الفترة بين 2010-2013 وأصبح مفتوحًا للجمهور في أغسطس 2015. 
تشمل المعابد في القرية كنيسة باناجيتسا، وهي كنيسة حجرية مخصصة لدخول العذراء إلى الهيكل، وكنيسة أجيوس ديميتريوس وكنيسة أغيا باراسكيفي. تقع كنيسة أغيوي أناغيروي بين بوليتيكا وكاماريتسا.
بالقرب من القرية يوجد أيضًا دير باناجيا بيريفليتوس، الذي تأسس في العصور البيزنطية. تم بناء الكاثوليكون الحالي خلال العهد التركي وهو على طراز كنيسة منقوشة صليبية مع قبة. 